# Yuki Tsubota
Yuki Tsubota, née le 3 février 1994, est une skieuse acrobatique canadienne d'origine japonaise. Elle porte les couleurs du Canada lors des Jeux olympiques d'hiver de 2014 dans l'épreuve de slopestyle. 

## Parcours aux Jeux Olympiques d'hiver
Tsubota termine sixième de l'épreuve de slopestyle des Jeux de Sothi, après avoir chuté lors de la dernière manche,. Elle est victime d'une commotion cérébrale et d'une fracture de la pommette. 
Elle participe à nouveau à l'épreuve de slopestyle lors des Jeux olympiques de Pyeongchang, terminant une nouvelle fois à la sixième place,.